# Ulrike Nasse-Meyfarth
Ulrike Nasse-Meyfarth, teilweise auch Ulrike Nasse (* 4. Mai 1956 in Frankfurt am Main; geborene Ulrike Meyfarth), ist eine zweimalige deutsche Olympiasiegerin im Hochsprung.

## Leben
Ulrike Meyfarth besuchte das Gymnasium Rodenkirchen in Köln. Sie wurde 1971 im Alter von 15 Jahren bei den Deutschen Meisterschaften Zweite im Hochsprung. Sie bestätigte den Erfolg im Folgejahr und qualifizierte sich als Drittplatzierte für die Olympischen Spiele in München.

### Olympische Spiele 1972
Im olympischen Wettkampf 1972 war die damals 16-Jährige eine der wenigen Athletinnen, die den vier Jahre zuvor vom US-amerikanischen Hochspringer Dick Fosbury erstmals gezeigten Fosbury-Flop sprangen. Vor heimischem Publikum steigerte Meyfarth ihre persönliche Bestleistung, die zuvor bei 1,85 Meter gelegen hatte, um fünf Zentimeter. Mit übersprungenen 1,90 Meter sicherte sie sich die Goldmedaille vor der Bulgarin Jordanka Blagoewa und der Österreicherin Ilona Gusenbauer.
Als der Olympiasieg bereits feststand, ließ Meyfarth die Latte auf die Weltrekordhöhe von 1,92 Meter legen. Auch diese Höhe meisterte sie und stellte damit den bestehenden Weltrekord ein. An der neuen Weltrekordhöhe von 1,94 Meter scheiterte sie hingegen dreimal. Meyfarth ist bis dato die jüngste Leichtathletikolympiasiegerin in einem Einzelwettbewerb.
In den Jahren nach ihrem überraschenden Sieg geriet sie in eine sportliche Krise. Ihre Sprünge besaßen nicht mehr die gewohnte Konstanz, ihre persönliche Bestleistung konnte sie bis 1978 nicht steigern. Bei den Olympischen Spielen 1976 in Montreal qualifizierte sie sich nicht für das Finale, bei den Europameisterschaften 1974 in Rom und 1978 in Prag belegte sie einen siebten und einen fünften Platz. An den Olympischen Spielen 1980 in Moskau durfte sie wegen des Olympiaboykotts nicht teilnehmen.

### Deutsche Meisterin und internationales Comeback
Meyfarth war deutsche Meisterin in den Jahren 1973, 1975, 1979, 1980, 1981, 1982 und 1983.
1982 schaffte Meyfarth ein Comeback auf internationaler Ebene. Bei den Europameisterschaften in Athen siegte sie mit einem Weltrekord (2,02 m). Im Jahr darauf holte sie bei den Weltmeisterschaften in Helsinki nach einem Duell mit der Russin Tamara Bykowa die Silbermedaille.
Am 21. August 1983 steigerten bei einem Leichtathletik-Meeting in London sowohl Meyfarth als auch Bykowa den Weltrekord auf 2,03 m. Vier Tage später legte Bykowa einen weiteren Zentimeter nach.

### Olympische Spiele 1984
Die Olympischen Spiele 1984 in Los Angeles waren der letzte große Wettbewerb, an dem Meyfarth teilnahm. Am Ende setzte sie sich mit übersprungenen 2,02 m gegen die Titelverteidigerin, Sara Simeoni aus Italien, durch und gewann ihre zweite olympische Goldmedaille zwölf Jahre nach München. Allerdings waren aufgrund des Olympiaboykotts der Ostblockstaaten einige aussichtsreiche Mitbewerberinnen nicht am Start, darunter Tamara Bykowa.
Zum Zeitpunkt ihres zweiten Triumphes war Meyfarth zugleich die jüngste und die älteste Hochsprungolympiasiegerin in der Geschichte der Olympischen Spiele. (Seit 2016 wird der Rekord der ältesten Olympiasiegerin im Hochsprung von der Spanierin Ruth Beitia gehalten, die bei den Olympischen Spielen 2016 in Rio de Janeiro im Alter von 37 Jahren Gold gewann.)
Bei der Schlussfeier war sie die Fahnenträgerin der deutschen Mannschaft in Los Angeles.

### Nach der Karriere
1987 heiratete Ulrike Meyfarth den Kölner Rechtsanwalt Roland Nasse. Aus der Ehe gingen zwei Töchter hervor. Nasse-Meyfarth lebt mit ihrem Ehemann in Odenthal im Bergischen Land nahe Köln. Sie studierte an der Deutschen Sporthochschule Köln, ist Diplom-Sportlehrerin und seit 1997 als Trainerin beim TSV Bayer 04 Leverkusen und Talentscout beschäftigt (Stand 2019).

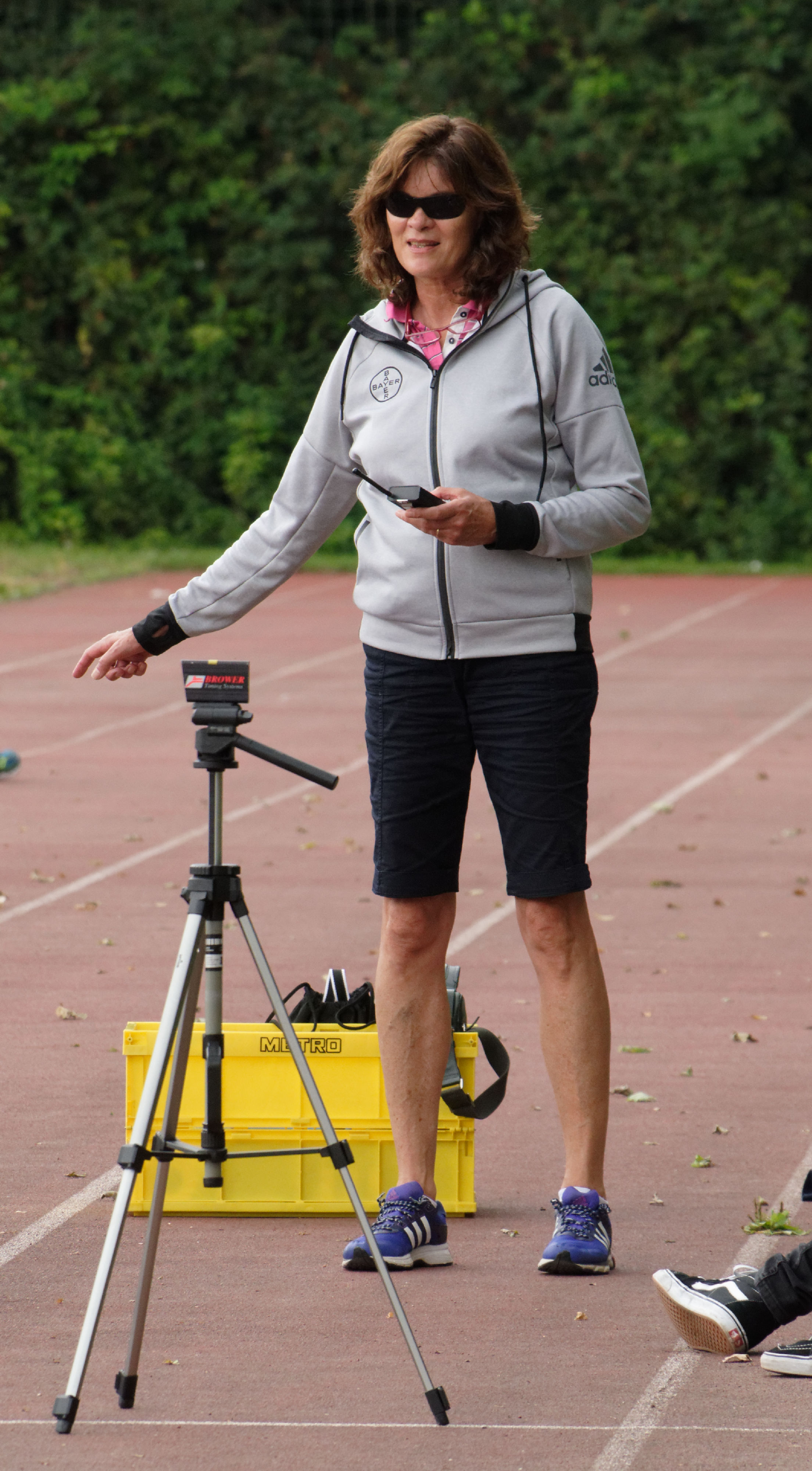
Ulrike Nasse-Meyfarth als Talentscout an einer Leverkusener Schule (2017)

Meyfarth ist Mitglied im Kuratorium der Sportstiftung NRW. Sie engagiert sich ehrenamtlich für krebskranke Kinder und setzt sich seit 2016 als Botschafterin des Vereins Hits fürs Hospiz für die ambulante psychosoziale Betreuung lebensverkürzend erkrankter Kinder und Jugendlicher und deren Familien ein. Sie ist Mitglied des Fördervereins sowie Botschafterin der Initiative Neue Soziale Marktwirtschaft.

### Trivia
Ulrike Meyfarth ist 1,88 m groß und wog in ihrer aktiven Zeit 70 kg.
Die Stadt Wesseling hat eines ihrer Stadien nach ihr benannt.
1983 stand sie dem umstrittenen Bildhauer Arno Breker für eine Plastik Modell.

## Auszeichnungen
- 1972: Silberner Bravo Otto, 1974, 1975 und 1982 Goldener Bravo Otto der Jugendzeitschrift BRAVO
- 1981: bis 1984 viermal in Folge Sportlerin des Jahres
- 1984: Bambi
- 1996: Verdienstorden des Landes Nordrhein-Westfalen[5]
- 2004: Umbenennung des Kronenbuschstadions in Wesseling in „Ulrike-Meyfarth-Stadion“
- 2011: Aufnahme in die Hall of Fame des deutschen Sports
- 2015: Wegen des Skandals um den ehemaligen IAAF-Präsidenten Lamine Diack lehnte sie eine Aufnahme in die IAAF Hall of Fame ab.[6]

## Veröffentlichungen
- Ulrike Meyfarth: Nicht nur die Höhe verändert sich. Von Olympia nach Olympia, 12 Sommer Einsamkeit. Econ-Verlag, Düsseldorf u. a. 1984, ISBN 3-430-16665-9.